# Юнгкен, Иоганн Христиан
Иоганн Христиан Ю́нгкен (нем. Johann Christian Jüngken; 12 июня 1794, Бург — 9 сентября 1875, Ганновер) — немецкий медик, офтальмолог, профессор.

## Биография
По окончании обучения в 1815 году работал в амбулатории, позже с 1817 г. — приват-доцент Берлинского университета, профессор с 1825 г., с 1828 г. в течение 40 лет работал директором новой офтальмологической клиники. Заведовал офтальмологическим и хирургическим отделениями Королевской клиники «Шарите» в Берлине.
С 1834 г. — ординарный профессор хирургии и офтальмологии.
Вышел в отставку в 1868 году.

## Избранные научные труды
Главные научные труды Юнгкена:
- Учение о глазных операциях (Берлин 1829) (Die Lehre von den Augenoperationen);
- Учение о глазных болезнях (Берлин 1832 года, 2-е издание 1836 г.) (Die Lehre von den Augenkrankheiten);
- «Die Augendiätetik» (ib., 1890) и др.